# جام جهانی فوتبال ۱۹۹۰
جام جهانی فوتبال ۱۹۹۰، چهاردهمین دوره این مسابقات بود که از هشتم ژوئن تا هشتم ژوئیه در ایتالیا برگزار شد.

## انتخاب میزبان
رای گیری برای انتخاب میزبان مسابقات ۱۹۹۰ در ۱۹ می ۱۹۸۴ در زوریخ، سوئیس برگزار شد. در اینجا، کمیته اجرایی فیفا ایتالیا را پیش از تنها رقیبش، اتحاد جماهیر شوروی سوسیالیستی، با ۱۱ رای موافق و ۵ رای مخالف انتخاب کرد. این اعطا میزبانی، ایتالیا را به دومین کشوری تبدیل کرد که میزبان دو تورنمنت جام جهانی است، پس از اینکه مکزیک نیز با برگزاری مسابقات خود در سال ۱۹۸۶ به این مهم دست یافت. ایتالیا قبلاً این مسابقات را در سال ۱۹۳۴ برگزار کرده بود، جایی که آنها اولین قهرمانی خود را کسب کردند.
اتریش، انگلستان، فرانسه، یونان، آلمان غربی و یوگسلاوی نیز درخواست های اولیه خود را برای مهلت ۳۱ جولای ۱۹۸۳ ارسال کردند. یک ماه بعد، تنها انگلستان، یونان، ایتالیا و شوروی، پس از عقب نشینی سایر مدعیان در رقابت باقی ماندند. هر چهار پیشنهاد میزبانی در اواخر سال ۱۹۸۳ توسط فیفا مورد ارزیابی قرار گرفتند ولی تصمیم نهایی در سال ۱۹۸۴ به دلیل حجم کار اداری گرفته شد. در اوایل سال ۱۹۸۴، انگلستان و یونان نیز کنار رفتند که منجر به مسابقه بین دو کشور شوروی و ایتالیا در رای نهایی شد. بایکوت شوروی در بازی‌های المپیک ۱۹۸۴ که در آستانه تصمیم انتخاب میزبان جام جهانی اعلام شد، گمان می رود که عامل اصلی پیروزی قاطعانه ایتالیا در این رای گیری بوده است، اگرچه رئیس سابق فیفا، ژائو هاولانژ آن را رد کرد.
ایران هم درخواست رسمی میزبانی این رقابت ها را به فیفا داد و تصمیم داشت، مسابقات جام جهانی را در ۳ ورزشگاه در تهران، ۲ ورزشگاه در تبریز، ورزشگاه اهواز، ورزشگاه اصفهان، ورزشگاه شیراز و ورزشگاه رشت برگزار کند.

## صعود به این رقابت‌ها
سه تیم برای نخستین بار به این رقابت‌ها راه یافتند: کاستاریکا، جمهوری ایرلند و امارات متحده عربی.
تیم فوتبال ایالات متحده آمریکا نیز بعد از چهل سال موفق شد دوباره به این رقابت‌ها راه یابد.
مراسم قرعه کشی گروه‌بندی نهایی در ۹ دسامبر سال ۱۹۸۹ برگزار شد و در این مراسم خواننده سرشناس ایتالیایی لوچیانو پاواروتی اجرای برنامه کرد.
تیم مکزیک پس از آنکه در یکی از رقابت‌های فوتبال جوانان از بازیکن غیرمجاز سن بالا استفاده کرد از شرکت در این رقابت‌ها محروم شد.
همچنین تیم شیلی نیز به علت یک آسیب دیدگی جعلی از سوی دروازه‌بان این تیم در برابر بازی با برزیل که منجر به معوق ماندن و تعطیلی بازی شد، از حضور در این رقابت‌ها و همچنین حضور در دور بعدی این رقابت‌ها در جام جهانی فوتبال ۱۹۹۴ نیز محروم شد.

## تیم‌های حاضر

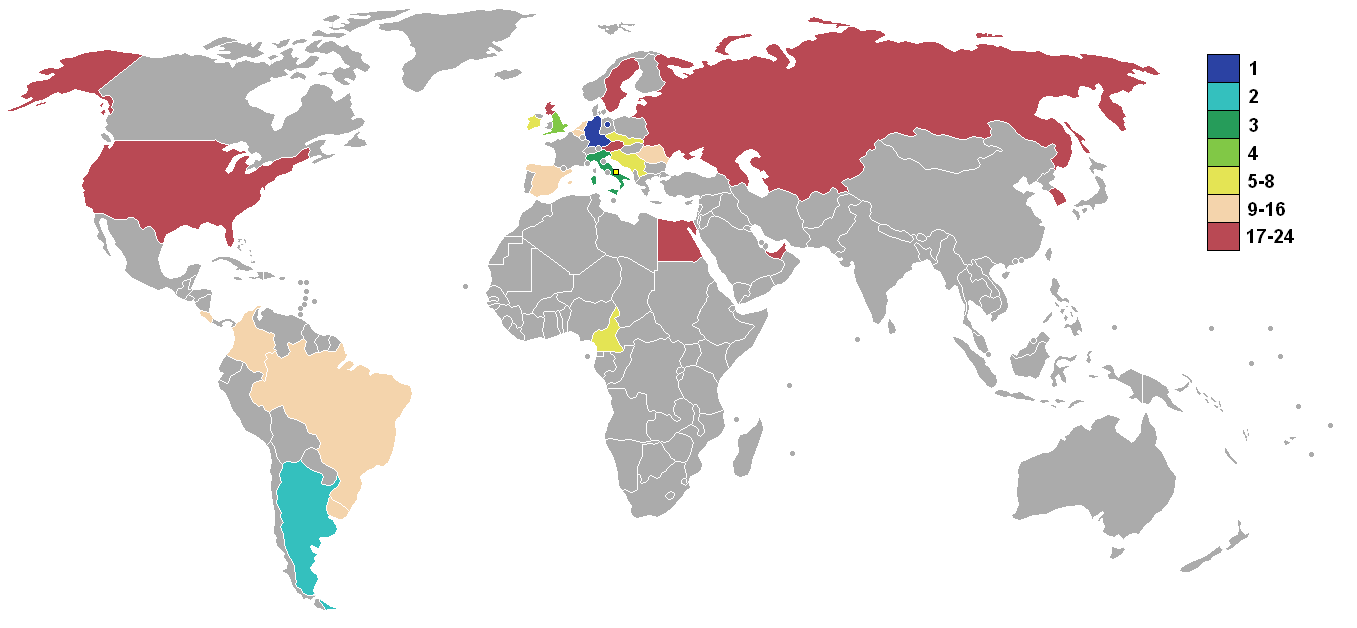
کشورهای حاضر در این رقابتها

| ایتالیا چکسلواکی اتریش ایالات متحده آمریکا |

| کامرون رومانی آرژانتین اتحاد جماهیر شوروی |

| برزیل کاستاریکا اسکاتلند سوئد \| آلمان غربی یوگسلاوی کلمبیا امارات متحده عربی \| انگلستان هلند جمهوری ایرلند مصر |
| آلمان غربی یوگسلاوی کلمبیا امارات متحده عربی                                                                     |

 کره جنوبی
 اروگوئه
 اسپانیا
 بلژیک

## ورزشگاه‌های برگزاری مسابقات
| رم                    | میلان                        | ناپل                | تورین                |
| --------------------- | ---------------------------- | ------------------- | -------------------- |
| ورزشگاه المپیک رم     | ورزشگاه سن سیرو              | ورزشگاه سن پائولو   | ورزشگاه دله آلپی     |
| گنجایش: ۸۱٬۰۰۰        | گنجایش: ۸۵٬۷۰۰               | گنجایش: ۷۴٬۰۰۰      | گنجایش: ۶۸٬۰۰۰       |
|                       |                              |                     |                      |
| باری                  | ورونا                        |                     |                      |
| ورزشگاه سن نیکولا     | ورزشگاه مارک آنتونیو بنتگودی |                     |                      |
| گنجایش: ۵۶٬۰۰۰        | گنجایش: ۴۲٬۰۰۰               |                     |                      |
|                       |                              |                     |                      |
| فلورانس               | کالیاری                      |                     |                      |
| ورزشگاه آرتمیو فرانکی | ورزشگاه سنت الیا             |                     |                      |
| گنجایش: ۴۱٬۰۰۰        | گنجایش: ۴۰٬۰۰۰               |                     |                      |
|                       |                              |                     |                      |
| بولونیا               | اودینه                       | پالرمو              | جنوا                 |
| ورزشگاه رناتو دلارا   | ورزشگاه فریولی               | ورزشگاه رنزو باربرا | ورزشگاه لوئیجی فراری |
| گنجایش: ۳۹٬۰۰۰        | گنجایش: ۳۸٬۰۰۰               | گنجایش: ۳۶٬۰۰۰      | گنجایش: ۳۶٬۰۰۰       |
|                       |                              |                     |                      |

## دور مقدماتی
این دوره از رقابت‌ها نیز مانند دور پیشین در سال ۱۹۸۶ مکزیک با حضور ۲۴ تیم و در شش گروه چهارتیمی آغاز شد.
دو تیم اول هر گروه به‌علاوه چهار تیم سوم که عملکرد بهتری نسبت به مابقی تیم‌های سوم داشتند از دور اول صعود کردند.
در نخستین دیدار این رقابت‌ها آرژانتین در برابر کامرون قرار گرفت. پیش‌بینی می‌شد که قهرمان دور پیشین این رقابت‌ها دیدار آسانی را پیش رو خواهد داشت. اما نیمه نخست با نتیجه بدون گل خاتمه یافت و در نیمه دوم همچنان کامرون بازی خوبی را به نمایش می‌گذاشت.
با اخراج یک بازیکن کامرونی و ده نفره شدن این تیم، باورها بر این بود که آرژانتین به سادگی کار را یکسره خواهد کرد. اما درست شش دقیقه بعد نتیجه‌ای حیرت‌انگیز، کار را یک بر صفر به سود کامرون کرد. با وجود حتی نه نفره شدن کامرون در دقیقه ۸۹ این دیدار باز هم آرژانتین نتوانست کاری از پیش ببرد و کامرون در نخستین بازی جام ۹۰ ایتالیا شگفتی بزرگی را رقم زد.
نکته جالب توجه این گروه در پایان این دور از رقابت‌ها این بود که آرژانتین به عنوان تیم سوم این گروه به دور یک‌هشتم صعود کرد.
کاستاریکا نیز که برای نخستین بار به جام جهانی راه یافت، شگفتی ساز شد و به عنوان تیم دوم در گروه برزیل به دور بعد راه یافت.
در گروه چهارم که امارات متحده عربی حضور داشت، وضعیت برای تیم‌های دیگر بسیار آسان شد و هر سه تیم دیگر با احتساب گل‌های زیادی که توانستند به امارات بزنند، راهی دور بعد شدند.
ایتالیا توانست هر سه بازی خود را با بازی محتاطانه و درخشش سالواتوره اسکیلاچی با پیروزی به اتمام برساند. اسکیلاچی که پیش از آن تنها یک بازی ملی انجام داده بود، در دقیقه ۷۴ بازی نخست به عنوان بازیکن تعویضی وارد زمین شد و ۴دقیقه بعد گل پیروزی ایتالیا را در برابر اتریش به ثمر رساند تا در ترکیب اصلی باقی بماند و لقب آقای گل این رقابت‌ها را به خود اختصاص دهد.
در گروه شش و طی اتفاقی نادر پنج مسابقه از شش مسابقه به تساوی انجامید و تیمهای ایرلند جنوبی و هلند با سه تساوی و دو گل زده و دو گل خورده و سه امتیاز به کار خود پایان دادند که در نهایت با قرعه ایرلند جنوبی به عنوان تیم دوم انتخاب شد و به مصاف رومانی در یک‌هشتم نهایی رفت و هلند به عنوان تیم سوم به مصاف آلمان غربی رفت.

## دور یک‌هشتم و یک چهارم
در این دوره از رقابت‌ها بازی‌های مهمی انجام شد. بازیهایی که پیش از این فینال‌های چندین دوره بازی‌ها بوده‌اند و از اهمیت و حساسیت بالایی برخوردار بودند مانند دیدار تیم‌های: برزیل و آرژانتین که با درخشش دو بازیکن آرژانتینی با نام‌های کانی گیا و دروازه‌بان برتر جام یعنی گویگوچا یک بر صفر به سود آرژانتین خاتمه یافت. ایتالیا به مصاف اروگوئه رفت تا قهرمانان سابق یکدیگر را دیدار کنند. آلمان غربی در برابر هلند قرار گرفت و فینال جام جهانی ۱۹۷۴ آلمان غربی را تکرار کنند.
کامرون با روژه میلا شگفتی‌سازی خود را در دور یک‌هشتم نهایی ادامه داد و با دو گل در وقتهای اضافه با اختلاف ۴ دقیقه از روژه میلا بازیکن ۳۴ ساله کامرونی موفق شد در برابر کلمبیا با حساب ۲–۱ به پیروزی دست یابد.
انگلیس به سختی بر بلژیک غلبه کرد و با تک گل دیوید پلات در دقیقه آخر وقتهای اضافه به پیروزی رسید.
در دور یک چهارم نهایی بازی زیبای دو تیم کامرون و انگلیس پر از هیاهو و کشمکش بود. در این دیدار سه پنالتی زده شد که دوتای آن‌ها در وقت قانونی و سهم هر تیم یک پنالتی بود. در نود دقیقه تلاش دو تیم بازی با حساب یک بر یک به وقت اضافه کشیده شد و انگلیس پنالتی سوم بازی را به دست آورد و گری لینه کر آن را به گل پیروزی انگلیس تبدیل نمود.
ایتالیا، جمهوری ایرلند را شکست داد و آرژانتین، یوگسلاوی را. آلمان غربی نیز با یک پنالتی که توسط ماتیوس به گل بدل شد، چکسلواکی را شکست داد تا چهار تیم ایتالیا، انگلیس، آرژانتین و آلمان غربی به دور نیمه نهایی راه یابند.

## دور نیمه نهایی و فینال
بازی نخست دور نیمه نهایی بین ایتالیای میزبان و آرژانتین قهرمان دور پیشین بود. سالواتوره اسکیلاچی در دقیقه ۱۷ باز هم برای ایتالیا گلزنی کرد تا پنجمین گل او در این جام ثبت شود اما کلودیو کانی گیا مهاجم زهر دار و تیزپای آرژانتین که برزیل را نیز در دور یک‌هشتم با تک گل خود ناکام گذاشته بود، در دقیقه ۶۸ با ضربه سر حرفه‌ای بازی را به تساوی کشاند. وقتهای اضافه بدون گل سپری شد. در دقیقه ۱۳ وقتهای اضافه با اخراج ریکاردو گیوستی تیم آرژانتین ده نفره شد. در نهایت این بازی پس از ۱۲۰ دقیقه پر هیجان و نفس گیر با تساوی ۱–۱ به پایان رسید تا کار به ضربات پنالتی کشیده شود. سرخیو گویکچیا دروازه‌بان آرژانتین دقیقاً به مانند بازی قبلی مقابل یوگسلاوی در یک چهارم نهایی موفق به مهار دو ضربه پنالتی شد پنالتی‌های چهارم و پنجم ایتالیا که توسط روبرتو دونادونی و آلدو سرنا نواخته شد، با هوشیاری و تمرکز بالای این دروازه‌بان کنترل و مهار شد. تیم ملی آرژانتین برای دومین بار پی در پی راهی فینال جام جهانی فوتبال شد… به جز ریکاردو گیوستی هافبک آرژانتین که در وقت اضافه اول اخراج شد، ۳ بازیکن دیگر آرژانتین نیز دو اخطاره شدند و بازی فینال را از دست دادند.. و تیم آرژانتین با ۴ بازیکن محروم به فینال رسید..
این ۴ بازیکن از ارکان اصلی ترکیب تیم و از عوامل مهم صعود به فینال مسابقات به‌شمار می‌آمدند و از دست دادن آن‌ها برای مهم‌ترین دیدار یعنی فینال مسابقات، ضربه ای بسیار مهلک و جبران ناپذیر بود. سرخیو دانیل باتیستا، خولیو اولارتیکوچیا، ریکاردو گیوستی و کلودیو کانیگیا بازیکنان محروم آرژانتین در مسابقه فینال بودند که باتوجه به خشونت و حرفه ای گری بازیکنان آرژانتین در کسب نتیجه طبیعی بود.
در بازی دیگر نیمه نهایی آلمان غربی نیز موفق شد انگلیس را در ضربات پنالتی شکست دهد. نکته جالب توجه این دیدار این بود که وقتی پل گاسکوئین انگلیسی در وقتهای اضافه بازی کارت زرد گرفت، در برابر چشم میلیون‌ها تماشاگر اشک ریخت، چون در صورت صعود انگلیس به فینال با توجه به دو اخطاره بودن این بازی را برای خود از دست داده می‌پنداشت.
فینال این رقابت‌ها که بین آرژانتین و آلمان غربی برگزار شد، تکرار فینال دوره قبل بود. به دلیل خشونت بازیکن آرژانتینی بنام پدرو مونزون از بازی اخراج شد تا نخستین بازیکن اخراجی در یک فینال جام جهانی باشد. در ادامه حرکات فریب داور و خشونتهای پنهان، آرژانتین دومین اخراجی خود را هم داد تا بعد از چند دقیقه داور یک پنالتی هم به سود آلمان غربی اعلام کند و آندریاس برمه یکی از بهترین مدافعین چپ تاریخ زننده این پنالتی و تک گل این فینال باشد. آرژانتین اولین تیمی بود که نتوانست در فینال جام جهانی گل بزند و بازی فینال را بدون گل به پایان رساند. از بازیکنان قهرمان ۱۹۸۶ تنها بازیکنی که در زمین حاضر بود فقط دیه گو مارادونا کاپیتان تیم بود
آلمان غربی برای بار سوم قهرمان شد و فرانس بکن بائر موفق شد دومین نفری باشد که در تاریخ فوتبال هم به عنوان مربی و هم به عنوان بازیکن افتخار قهرمانی جام جهانی فوتبال را به یدک می‌کشد. نفر اول ماریو زاگالو برزیلی بود.
سالواتوره اسکیلاچی لقب بهترین گلزن این رقابت‌ها را به خود اختصاص داد.
جام ایتالیا ۹۰ از نظر میانگین کمترین تعداد متوسط گل در هر بازی و بیشترین تعداد کارت‌های قرمز را در خود داشت.
تهاجمی‌ترین تیم این رقابت‌ها کامرون لقب گرفت. حتی آرژانتین که تا فینال راه یافت تنها پنج گل در هفت بازی خود به ثمر رساند.
|  | یک هشتم نهایی     | یک هشتم نهایی    |                   |       | یک چهارم نهایی | یک چهارم نهایی |                |                | نیمه نهایی | نیمه نهایی |  |  | فینال | فینال |
|  |                   |                  |                   |       |                |                |                |                |            |            |  |  |       |       |
|  | ۲۴ ژوئن – تورین   |                  |                   |       |                |                |                |                |            |            |  |  |       |       |
|  |                   |                  |                   |       |                |                |                |                |            |            |  |  |       |       |
|  | برزیل             | 0                |                   |       |                |                |                |                |            |            |  |  |       |       |
|  | برزیل             | 0                | ۳۰ ژوئن – فلورانس |       |                |                |                |                |            |            |  |  |       |       |
|  | آرژانتین          | 1                |                   |       |                |                |                |                |            |            |  |  |       |       |
|  | آرژانتین          | 1                | آرژانتین (پ)      | 0 (3) |                |                |                |                |            |            |  |  |       |       |
|  | ۲۶ ژوئن – ورونا   |                  | آرژانتین (پ)      | 0 (3) |                |                |                |                |            |            |  |  |       |       |
|  |                   | یوگسلاوی         | 0 (2)             |       |                |                |                |                |            |            |  |  |       |       |
|  | اسپانیا           | یوگسلاوی         | 0 (2)             | 1     |                |                |                |                |            |            |  |  |       |       |
|  | اسپانیا           |                  | ۳ ژوئیه – ناپل    | 1     |                |                |                |                |            |            |  |  |       |       |
|  | یوگسلاوی (اضافه)  | ۲                |                   |       |                |                |                |                |            |            |  |  |       |       |
|  | یوگسلاوی (اضافه)  | ۲                | آرژانتین (پ)      | 1 (4) |                |                |                |                |            |            |  |  |       |       |
|  | ۲۵ ژوئن – جنوا    |                  | آرژانتین (پ)      | 1 (4) |                |                |                |                |            |            |  |  |       |       |
|  |                   | ایتالیا          | 1 (3)             |       |                |                |                |                |            |            |  |  |       |       |
|  | جمهوری ایرلند (پ) | ایتالیا          | 1 (3)             | 0 (5) |                |                |                |                |            |            |  |  |       |       |
|  | جمهوری ایرلند (پ) | ۳۰ ژوئن – رم     |                   | 0 (5) |                |                |                |                |            |            |  |  |       |       |
|  | رومانی            | 0 (4)            |                   |       |                |                |                |                |            |            |  |  |       |       |
|  | رومانی            | 0 (4)            | جمهوری ایرلند     | 0     |                |                |                |                |            |            |  |  |       |       |
|  | ۲۵ ژوئن – رم      |                  | جمهوری ایرلند     | 0     |                |                |                |                |            |            |  |  |       |       |
|  |                   | ایتالیا          | 1                 |       |                |                |                |                |            |            |  |  |       |       |
|  | ایتالیا           | ایتالیا          | 1                 | 2     |                |                |                |                |            |            |  |  |       |       |
|  | ایتالیا           |                  | ۸ ژوئیه – رم      | 2     |                |                |                |                |            |            |  |  |       |       |
|  | اروگوئه           | 0                |                   |       |                |                |                |                |            |            |  |  |       |       |
|  | اروگوئه           | 0                | آرژانتین          | 0     |                |                |                |                |            |            |  |  |       |       |
|  | ۲۳ ژوئن – باری    |                  | آرژانتین          | 0     |                |                |                |                |            |            |  |  |       |       |
|  |                   | آلمان غربی       | 1                 |       |                |                |                |                |            |            |  |  |       |       |
|  | چکسلواکی          | آلمان غربی       | 1                 | 4     |                |                |                |                |            |            |  |  |       |       |
|  | چکسلواکی          | ۱ ژوئیه – میلان  |                   | 4     |                |                |                |                |            |            |  |  |       |       |
|  | کاستاریکا         | 1                |                   |       |                |                |                |                |            |            |  |  |       |       |
|  | کاستاریکا         | 1                | چکسلواکی          | 0     |                |                |                |                |            |            |  |  |       |       |
|  | ۲۴ ژوئن – میلان   |                  | چکسلواکی          | 0     |                |                |                |                |            |            |  |  |       |       |
|  |                   | آلمان غربی       | 1                 |       |                |                |                |                |            |            |  |  |       |       |
|  | آلمان غربی        | آلمان غربی       | 1                 | 2     |                |                |                |                |            |            |  |  |       |       |
|  | آلمان غربی        |                  | ۴ ژوئیه – تورین   | 2     |                |                |                |                |            |            |  |  |       |       |
|  | هلند              | 1                |                   |       |                |                |                |                |            |            |  |  |       |       |
|  | هلند              | 1                | آلمان غربی (پ)    | 1 (4) |                |                |                |                |            |            |  |  |       |       |
|  | ۲۳ ژوئن – ناپل    |                  | آلمان غربی (پ)    | 1 (4) |                |                |                |                |            |            |  |  |       |       |
|  |                   | انگلستان         | 1 (3)             |       | رده‌بندی        | رده‌بندی        |                |                |            |            |  |  |       |       |
|  | کامرون (اضافه)    | انگلستان         | 1 (3)             | 2     | رده‌بندی        | رده‌بندی        |                |                |            |            |  |  |       |       |
|  | کامرون (اضافه)    | ۱ ژوئیه – ناپل   | ۱ ژوئیه – ناپل    | 2     |                |                | ۷ ژوئیه – باری | ۷ ژوئیه – باری |            |            |  |  |       |       |
|  | کلمبیا            | ۱ ژوئیه – ناپل   | ۱ ژوئیه – ناپل    | ۱     |                |                | ۷ ژوئیه – باری | ۷ ژوئیه – باری |            |            |  |  |       |       |
|  | کلمبیا            | کامرون           | 2                 | ۱     | ایتالیا        | 2              |                |                |            |            |  |  |       |       |
|  | ۲۶ ژوئن – بولوگنا | کامرون           | 2                 |       | ایتالیا        | 2              |                |                |            |            |  |  |       |       |
|  |                   | انگلستان (اضافه) | ۳                 |       | انگلستان       | 1              |                |                |            |            |  |  |       |       |
|  | انگلستان (اضافه)  | انگلستان (اضافه) | ۳                 | 1     | انگلستان       | 1              |                |                |            |            |  |  |       |       |
|  | انگلستان (اضافه)  |                  |                   | 1     |                |                |                |                |            |            |  |  |       |       |
|  | بلژیک             | ۰                |                   |       |                |                |                |                |            |            |  |  |       |       |
|  | بلژیک             | ۰                |                   |       |                |                |                |                |            |            |  |  |       |       |

## قهرمان
| قهرمان جام جهانی ۱۹۹۰ |
| --------------------- |
| · آلمان · سومین عنوان |

## حاشیه‌ها
در مرحله حذفی و ۲۲ دقیقه پس از شروع مسابقه‌ای پرتنش بین آلمان و هلند، داور فرانک ریکارد هافبک هلند و رودی فولر مهاجم آلمان را هم‌زمان از زمین اخراج کرد. فرانک ریکارد در لحظه خروج از زمین به صورت رودی فولر تف کرد. البته این حرکت در طول بازی توسط این بازیکن چند بار تکرار شده بود.
همچنین لوتهار ماتیوس بعنوان یک نابغه فوتبال مورد تحسین قرار گرفت.
.